# Kistérség

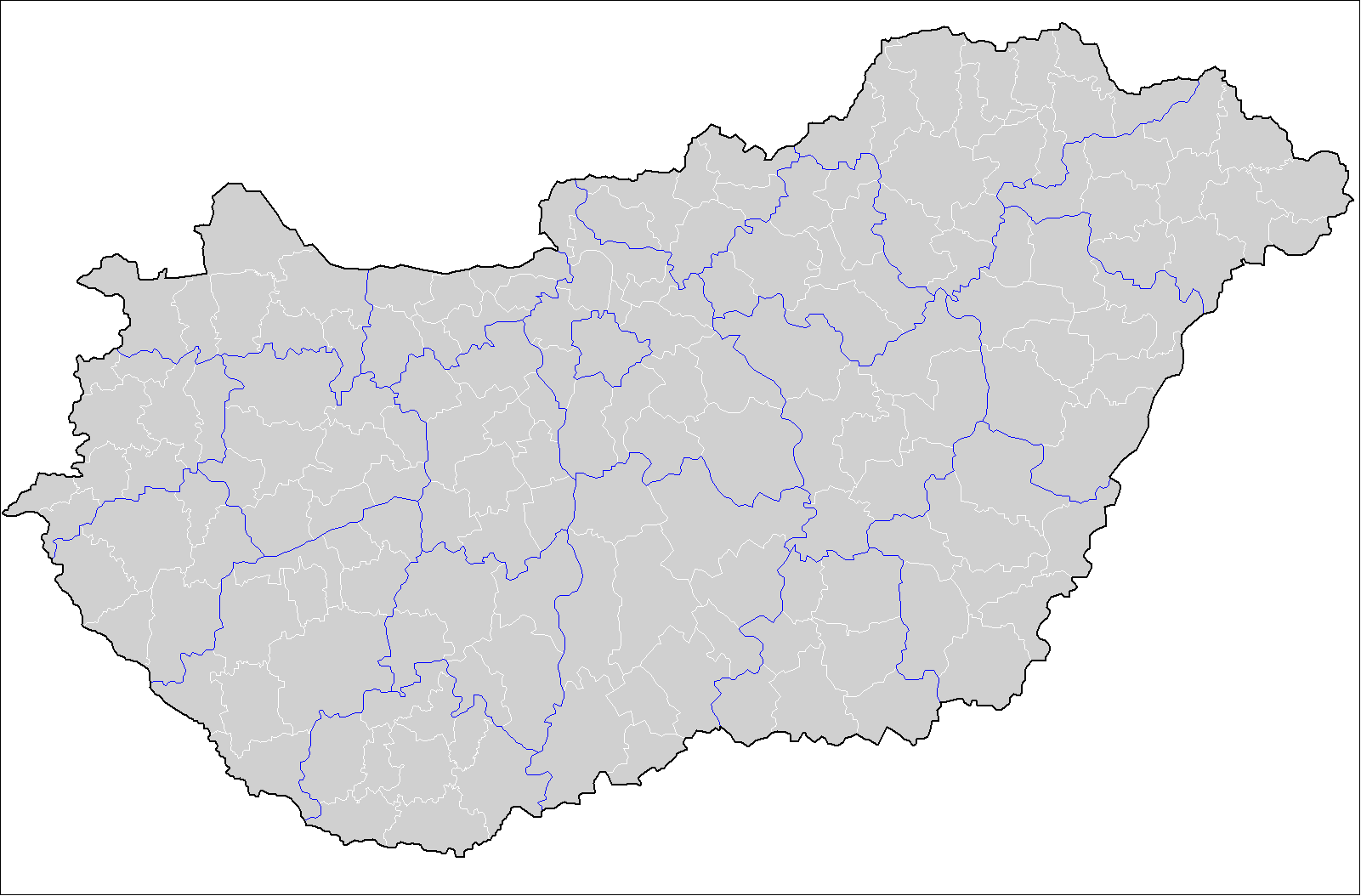
Kistérségek van Hongarije

Kistérség (meervoud: kistérségek) was tot 2013 de onderverdeling van de Hongaarse comitaten. Een kistérség bestaat uit enkele gemeenten. Vanaf 2013 zijn ze vervangen door de járás (districten). Kistérség kan vertaald worden met subregio. De comitaten van Hongarije waren onderverdeeld in 173 subregio's.

## Boedapest
- Budapesti

## Bács-Kiskun
- Bácsalmási
- Bajai
- Jánoshalmi
- Kalocsai
- Kecskeméti
- Kiskőrösi
- Kiskunfélegyházi
- Kiskunhalasi
- Kiskunmajsai
- Kunszentmiklósi

## Baranya
- Komlói
- Mohácsi
- Pécsi
- Pécsváradi
- Sásdi
- Sellyei
- Siklósi
- Szentlőrinci
- Szigetvári

## Békés
- Békéscsabai
- Békési
- Gyulai
- Mezőkovácsházi
- Orosházi
- Sarkadi
- Szarvasi
- Szeghalmi

## Borsod-Abaúj-Zemplén
- Abaúj–Hegyközi
- Bodrogközi
- Edelényi
- Encsi
- Kazincbarcikai
- Mezőcsáti
- Mezőkövesdi
- Miskolci
- Ózdi
- Sárospataki
- Sátoraljaújhelyi
- Szerencsi
- Szikszói
- Tiszaújvárosi
- Tokaji

## Csongrád
- Csongrádi
- Hódmezővásárhelyi
- Kisteleki
- Makói
- Mórahalmi
- Szegedi
- Szentesi

## Fejér
- Abai
- Adonyi
- Bicskei
- Dunaújvárosi
- Enyingi
- Ercsi
- Gárdonyi
- Móri
- Sárbogárdi
- Székesfehérvári

## Győr-Moson-Sopron
- Csornai
- Győri
- Kapuvár-Beledi
- Mosonmagyaróvári
- Pannonhalmi
- Sopron-Fertődi
- Téti

## Hajdú-Bihar
- Balmazújvárosi
- Berettyóújfalui
- Debreceni
- Derecske–Létavértesi
- Hajdúböszörményi
- Hajdúhadházi
- Hajdúszoboszlói
- Polgári
- Püspökladányi

## Heves
- Bélapátfalvai
- Egri
- Füzesabonyi
- Gyöngyösi
- Hatvani
- Hevesi
- Pétervásárai

## Jász-Nagykun-Szolnok
- Jászberényi
- Karcagi
- Kunszentmártoni
- Mezőtúri
- Szolnoki
- Tiszafüredi
- Törökszentmiklósi

## Komárom-Esztergom
- Dorogi
- Esztergomi
- Kisbéri
- Komáromi
- Oroszlányi
- Tatai
- Tatabányai

## Nógrád
- Balassagyarmati
- Bátonyterenyei
- Pásztói
- Rétsági
- Salgótarjáni
- Szécsényi

## Pest
- Aszódi
- Budaörsi
- Ceglédi
- Dabasi
- Dunakeszi
- Érdi
- Gödöllői
- Gyáli
- Monori
- Nagykátai
- Pilisvörösvári
- Ráckevei
- Szentendrei
- Szobi
- Váci
- Veresegyházi

## Somogy
- Balatonföldvári
- Barcsi
- Csurgói
- Fonyódi
- Kadarkúti
- Kaposvári
- Lengyeltóti
- Marcali
- Nagyatádi
- Siófoki
- Tabi

## Szabolcs-Szatmár-Bereg
- Baktalórántházai
- Csengeri
- Fehérgyarmati
- Ibrány–Nagyhalászi
- Kisvárdai
- Mátészalkai
- Nagykállói
- Nyírbátori
- Nyíregyházai
- Tiszavasvári
- Vásárosnaményi
- Záhonyi

## Tolna
- Bonyhádi
- Dombóvári
- Paksi
- Szekszárdi
- Tamási

## Vas
- Celldömölki
- Csepregi
- Körmendi
- Kőszegi
- Őriszentpéteri
- Sárvári
- Szentgotthárdi
- Szombathelyi
- Vasvári

## Veszprém
- Ajkai
- Balatonalmádi
- Balatonfüredi
- Pápai
- Sümegi
- Tapolcai
- Várpalotai
- Veszprémi
- Zirci

## Zala
- Hévízi
- Keszthelyi
- Lenti
- Letenyei
- Nagykanizsai
- Pacsai
- Zalaegerszegi
- Zalakarosi
- Zalaszentgróti